# 走出去战略

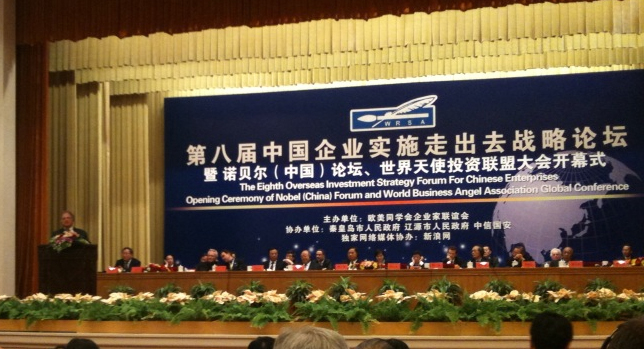
第八屆走出去戰略論壇

“走出去”是现在中华人民共和国政府现在大力支持的海外投资战略。大部分国家都大力支持吸引外资，然而对于海外投资通常态度审慎；但是，中国大陸对于吸引外资和海外投资的态度都是很积极的。作为海外战略投资战略，简称“走出去”。

## 理由
中国大陸的走出去战略的制定原因主要有三：
- 中国大陸有着巨额的外汇储备，这会对人民币的汇率有着很大的升值压力；国际要求中国大陸实行浮动汇率制有着很大的呼声。为了更有效的利用好外汇储备，中国大陸需要购买海外优质资产；
- 中国大陸的改革开放政策的实施，在加入WTO之后加大了开放的力度。因此，许多世界级的企业在中国大陸市场上展开竞争，因此中国大陸的企业需要从海外引进先进的技术，设备来更好的参与到这场竞争中来；
- 产生中国大陸本土的世界级企业是民族的骄傲。

## 历史
“走出去”战略始于1999年中華人民共和國政府旨在推动海外投资 ，中華人民共和國政府和贸促会制定了相关的政策支持本土企业进行全球布局，同时发展本国和国际市场。
这些政策主要有这五大要点：
- 增加中国大陸直接对外投资；
- 产品多样化；
- 改善项目的水平和质量；
- 改善本土市场的融资渠道；
- 在欧盟和美国市场提升中国大陸公司的品牌。

在走出去战略实施后，中国大陸企业的海外投资大大增长了，特别是私营企业。数据表明中国大陸的对外投资从1991年的30亿美元增长到了2003年的350亿美元 ，在2007年达到了920亿美元 。海外投资的大幅增加得益于中華人民共和國政府的大力支持，中国大陸制造的巨大产能和廉价劳动力。在这个充满活力的经济体和友好的文化背景下，中国大陸公司的前景持续看好。作为中国大陸国资改革的一部分，国务院国有资产监督管理委员会成立了，为促进国资更好流转，中国大陸产权市场成为了国资改革的“市场”，同时这也成为了了海内外产权流转的平台。四家产权交易机构被国务院国资委认定可以参与到中央企业的资产挂牌重组，北京产权交易所 是其中规模最大的一个，坐落在北京金融街。北京产权交易所在意大利，日本和美国成立了三个国际合作平台，其中意大利米兰产权交易所成立于2007年，作为北交所第一个国际平台合作方，为中国大陸企业实施走出去战略以及欧洲公司到华投资提供了相应的顾问支持。在“走出去”的政策支持下，随着企业的海外发展，中国大陸一些顶级的咨询服务机构也开始开拓国际市场。中国大陸最大的律师事务所金杜最近就在日本和美国设立了分所，而国浩律师事务所用自己的国际部门也在最近成立了“中欧律所集团事务所”来帮助中国大陸企业在欧洲开展业务；卡罗尼律师事务所（Carone & Partners）作为这个律所集团在意大利的合作方，同時運動領域上英國曼城隊、西班牙馬德里競技隊、皇家西班牙人隊，荷蘭海牙隊、法國索肖隊、捷克布拉格斯拉維亞隊都有中資成為第二或第三大股東，取得董事會列席資格。
2015年後中國大陸企業海外收購策略大舉展開引起世界較大關注，平均每月達3百億美金以上成交額，還不計入私下隱藏的管道，中國化工集團公司（ChemChina）2016年2月宣布將以430億美元的價格收購瑞士農化集團先正達（Syngenta）成為全球最大海外併購案，先正達在提升作物生產方面有獨到之處，相關技術居於世界領先地位與美國孟山都齊名，2015之前孟山都一度意圖搶先收購但不明原因先正達毫無接觸意願，出價資格都沒有給予，之後突然宣布由中國化工入主2010年後5年間中國化工成功收購了法、英、以色列、義大利、德國等國的9家行業領先企業。而海爾集團則以54億美元收購美國通用電氣（GE）旗下的家電業務，兩個月後2016年3月美的集團也收購日本東芝旗下的家電業務。

## “走出去”的案例
- 2004年8月：上海電氣收購日本機械公司池貝[9]
- 2005年5月：聯想集團收購IBM個人電腦部門
- 2009年2月：中铝集团宣布将投资195亿美元入股澳大利亚Rio Tinto公司
- 2009年2月：五矿集团宣布将投资17亿美元入股Oz矿业公司
- 2008年9月：中联重科收购了意大利Cifa公司
- 2005年5月：联想集团收购了IBM个人电脑业务
- 2005年8月：錢江摩托收購義大利貝力尼Benelli重機車
- 2009年6月：蘇寧電器收购了日本LaOX 化妝品連鎖店
- 2009年9月：廣東核電集團收購澳洲SANDSTORM METALS & E金屬礦業
- 2010年3月：吉利汽車收購美國福特旗下的富豪汽車（VOLVO）
- 2010年3月：海爾集團收购了日本三洋品牌所有業務
- 2010年4月：比亜迪汽車收购了日本Ogihara金屬的群馬工廠
- 2010年7月：山東如意科技收购了日本Renown紡織
- 2010年7月：山東鋼鐵收购英國非洲礦業[10]
- 2010年7月：工商銀行收购泰國ACL銀行一間子公司
- 2013年10月：復星國際收购了紐約60層大樓Manhattan廣場
- 2014年3月：復星國際收购了澳洲洛克石油
- 2015年3月：中國化工集團收购了倍耐力（Pirelli）
- 2015年9月：阿里巴巴集團成為韓國最大經紀公司SM娛樂第二大股東
- 2015年9月：中國安邦保險集團收购了紐約华道夫-阿斯多里亚酒店
- 2015年10月：中國三胞集團收購英國漢姆利玩具店（Hamleys）
- 2015年12月：中國安邦保險集團收购了韓國東洋人壽
- 2016年1月：大連萬達集團收購美國傳奇影業
- 2016年1月：海爾集團收购了美國通用電氣（GE）旗下的家電業務
- 2016年1月：復星國際收買希臘奢侈品牌芙麗芙麗大批股份
- 2016年2月：中國化工集團收购了瑞士農化集團先正達
- 2016年2月：海航集團收購美國3C通路代理巨頭英邁（Ingram Micro）
- 2016年3月：美的集團收購了日本東芝旗下的家電業務
- 2016年4月：珠海艾派克收購美國印表機製造商利盟Lexmark
- 2016年7月：美的集團收購德國庫卡工業機器人公司
- 2016年8月：中歐體育投資收購義大利AC米蘭超甲足球隊、蘇寧收購義大利國際米蘭超甲足球隊
- 2016年10月：中國海南航空收購希爾頓集團25%股權
- 2016年10月：國家電網收購巴西CPFL
- 2017年10月：吉利控股集團收購美國私人飛機公司Terrafugia[11]
- 2018年12月：中信资本收购日本油泵株式会社
- 2019年10月：长江电力以現金收购秘鲁最大电力公司LDS [12]